# 池上良正
池上 良正（いけがみ よしまさ、1949年1月1日 -　）は、日本の宗教学者、駒澤大学名誉教授。専門は民俗・民衆宗教。

## 来歴
長野県出身。東北大学文学部宗教学科卒、1978年同大学院博士課程単位取得退学、宮城学院女子大学専任講師、助教授、1981年弘前大学人文学部助教授、1989年教授、1990年筑波大学助教授、1997年「民間巫者信仰の宗教学的研究 青森・沖縄両県を中心に」で筑波大学文学博士。1998年教授、1999年駒澤大学文学部教授、総合教育研究部教授。2019年退任、名誉教授。

## 著書
- 『津軽のカミサマ 救いの構造をたずねて』どうぶつ社 自然誌選書 1987
- 『悪霊と聖霊の舞台 沖縄の民衆キリスト教に見る救済世界』どうぶつ社 1991
- 『民俗宗教と救い 津軽・沖縄の民間巫者』淡交社 日本文化のこころその内と外 1992
- 『民間巫者信仰の研究 宗教学の視点から』未來社 1999
- 『死者の救済史 供養と憑依の宗教学』角川選書 2003
- 『近代日本の民衆キリスト教 初期ホーリネスの宗教学的研究』東北大学出版会 2006

### 共編著
- 『情報時代は宗教を変えるか 伝統宗教からオウム真理教まで』中牧弘允共編 弘文堂 1996
- 『日本民俗宗教辞典』佐々木宏幹,宮田登,山折哲雄監修 徳丸亞木,宮本袈裟雄,島薗進,古家信平,鷲見定信共編 東京堂出版 1998
- 『異界談義』内田順子,京極夏彦,小松和彦,島村恭則,鈴木一馨,常光徹,山田慎也共著 国立歴史民俗博物館編 角川書店 2002　のち光文社知恵の森文庫
- 『岩波講座宗教』鶴岡賀雄,島薗進,関一敏,小田淑子,末木文美士共編 全10巻 岩波書店 2004
- 『宗教学事典』星野英紀,氣多雅子,島薗進, 鶴岡賀雄共編 丸善 2010

### 翻訳
- ミルチア・エリアーデ『オカルティズム・魔術・文化流行』楠正弘訳 未来社 1978
- メトカーフ,ハンティントン『死の儀礼 葬送習俗の人類学的研究』川村邦光共訳 未来社 1985
- イアン・ウィルソン『死後体験』池上富美子共訳 未来社 1990
- ロバート・C・フラー『オルタナティブ・メディスン アメリカの非正統医療と宗教』池上富美子共訳 新宿書房 1992
- イアン・ウィルソン『スーパーセルフ 知られざる内なる力』池上富美子共訳 未来社 ポイエーシス叢書 1994
- ピーター・メトカーフ,リチャード・ハンティントン『死の儀礼 葬送習俗の人類学的研究』池上富美子共訳 未来社 1996

## 論文
- Cinii